# О’Брайен, Мэрайя
Мэра́йя Уо́терфолл О’Бра́йен (англ. Mariah Waterfall O’Brien; 1971, Деллрой, Огайо, США) — американская актриса.

## Биография
Мэрайя Уотерфолл О’Брайен родилась в 1971 году в Деллрое (штат Огайо, США).
В 1992—2006 года Мэрайя сыграла в 25-ти фильмах и телесериалах, включая роль девушки, вытолкнутой Джоном Малковичем в фильме «Быть Джоном Малковичем» (1999).
В 1997—2001 года Мэрайя была замужем за актёром Джованни Рибизи (род.1974). У бывших супругов есть дочь — Лючия Сантина Рибизи (род.06.08.1997).
С 2005 года работает дизайнером интерьеров.

## Избранная фильмография
| Год       |   | Русское название                     | Оригинальное название                 | Роль                                   |
| --------- | - | ------------------------------------ | ------------------------------------- | -------------------------------------- |
| 1992      | ф | Бензин, еда, жильё                   | Gas, Food Lodging                     | Айви                                   |
| 1995      | с | Человек ниоткуда                     | Nowhere Man                           | медсестра                              |
| 1995      | ф | Хэллоуин 6: Проклятие Майкла Майерса | Halloween: The Curse of Michael Myers | Бет                                    |
| 1996      | с | Няня                                 | The Nanny                             | молодая еврейка                        |
| 1998      | с | Зачарованные                         | Charmed                               | Синда                                  |
| 1998      | с | Баффи — истребительница вампиров     | Buffy the Vampire Slayer              | Нэнси                                  |
| 1999      | ф | Быть Джоном Малковичем               | Being John Malkovich                  | девушка, вытолкнутая Джоном Малковичем |
| 2001      | ф | Часовой механизм                     | Ticker                                | отчаянная женщина                      |
| 2001—2002 | с | Опять и снова                        | Once and Again                        | Брэнди                                 |